# Удим

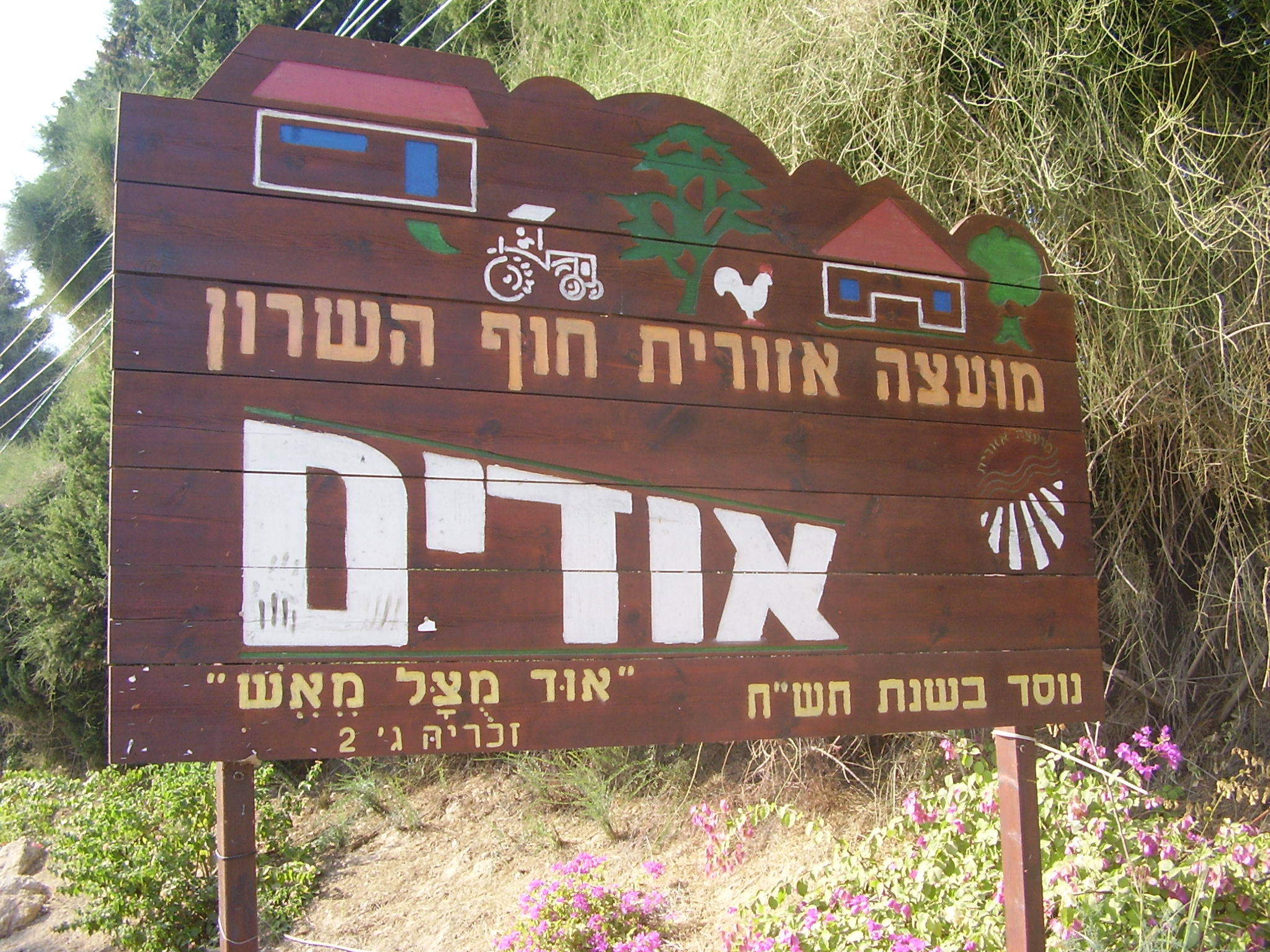
Вход в мошав

Удим (ивр. אוּדִים‎, букв. «головня») — мошав в центральной части Израиля. Расположен недалеко от Нетании, находится под юрисдикцией регионального совета Хоф-ха-Шарон. В 2020 году его население составляло 1 379 человек.

## История
Мошав был основан в 1948 году людьми, пережившими Холокост, с помощью Раско (Компания сельскохозяйственных и пригородных поселений). Его название взято из Зах. 3:2 и символизирует тот факт, что основатели пережили Холокост;
И сказал Господь сатане: Господь да запретит тебе, сатана, да запретит тебе Господь, избравший Иерусалим! не головня ли он, исторгнутая из огня?

## Население
По данным Центрального статистического бюро Израиля, население на начало 2020 года составляло 1 379 человек.

## Заповедник
К юго-востоку от мошава находится заповедник, основанный в 1967 г. и расширенный в 1997 г., площадью 140 дунамов. Заповедник находится в старом карьере, в котором поднялся уровень грунтовых вод, что позволяет процветать водным растениям. Флора включает деревья Salix acmophylla и Tamarix, а также Rubus sanguineus, тростник и рогоз.